# Kaps (Ebersberg)
Kaps ist ein Ortsteil der Gemeinde Ebersberg im oberbayerischen Landkreis Ebersberg. Die Einöde liegt circa einen Kilometer südlich von Ebersberg.

## Baudenkmäler
Siehe auch: Liste der Baudenkmäler in Kaps
- Wallfahrtskapelle